# Panzerschreck
Panzerschreck  (en alemán «el terror de los tanques») era el nombre popular del Raketenpanzerbüchse (abreviado RPzB), un lanzacohetes antitanque reutilizable de calibre 88 mm desarrollado por Alemania en la Segunda Guerra Mundial. Otro nombre popular de esta arma era Ofenrohr («tubo de estufa»). El Panzerschreck fue diseñado como un arma antitanque ligera de infantería, que apoyada en el hombro del soldado, disparaba una granada propulsada por cohete con aletas estabilizadoras que contenía una carga hueca como ojiva explosiva. Su producción no fue tan numerosa como la del Panzerfaust, un proyectil antitanque de carga hueca lanzado mediante un tubo desechable que actuaba como un cañón sin retroceso.
Su apariencia es muy parecida a la del Bazooka estadounidense, ya que su diseño se inspiró en el bazooka cuando fue capturado por los alemanes en la campaña norteafricana de 1942. Es decir, un largo tubo metálico (lo cual le hizo recibir el apodo de "Ofenrohr" o tubo de estufa en alemán) que tenía aparte un escudo, cuya finalidad era proteger al tirador tanto del fuego enemigo cuando se asomara como de la llamarada que provocaba el disparo. A diferencia del bazooka estadounidense (M9A1), que usaba pilas para la ignición de la carga, el Panzerschreck utilizaba un pequeño dínamo, que tenía que ser cargado con una manivela antes de ser disparado. Su calibre era superior a su homólogo estadounidense (88 mm frente a los 60 mm del arma estadounidense), pero su alcance resultaba inferior debido a un mal diseño del proyectil.

## Desempeño
Penetración medida contra blindaje endurecida por la cara (FHA), blindaje homogéneo enrollado (RHA).
| Nación de pruebas | Blindaje               | Ángulo | Penetración |
| ----------------- | ---------------------- | ------ | ----------- |
| Alemania          | RHA                    | 90°    | 230mm       |
| Alemania          | RHA                    | 60°    | 160mm       |
| Alemania          | RHA                    | 30°    | 95mm        |
| Finlandia         | FHA                    | 60°    | 100mm       |
| Estados Unidos    | FHA                    | 90°    | 216mm       |
| Estados Unidos    | FHA (6") + RHA (2.25") | 90°    | 210mm       |

## Usuarios
- Tercer Reich
- Finlandia[6]
- República Social Italiana[6]
- Gobierno de Unidad Nacional (Hungría)[6][7]
- Reino de Rumania[6][8]
- Armia Krajowa (armas capturadas)[6]
- Unión Soviética (armas capturadas)[6]

## Galería

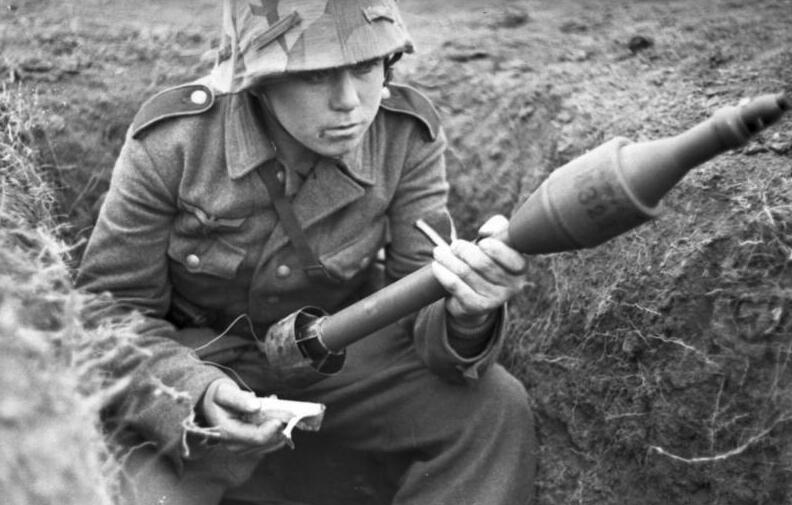
Soldado alemán con un cohete HEAT RPzB. Gr. 4322 del Panzerschreck, marzo de 1944.
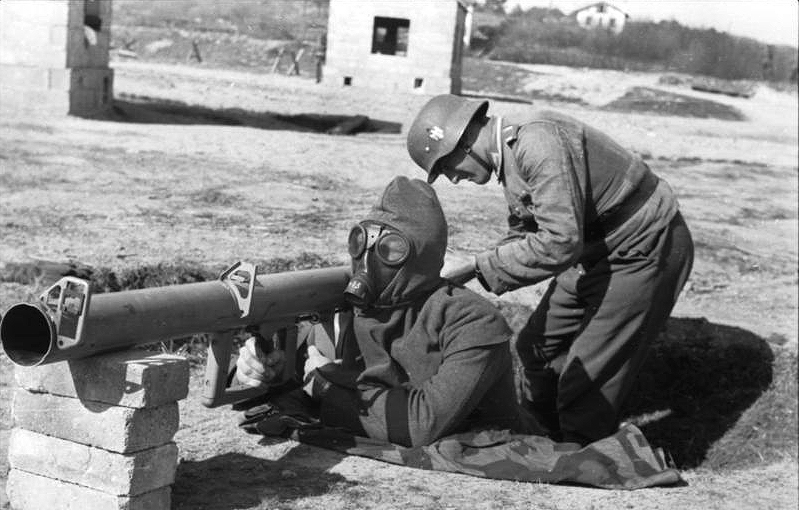
Operador de RPzB 43 con máscara de protección y poncho, marzo de 1944.
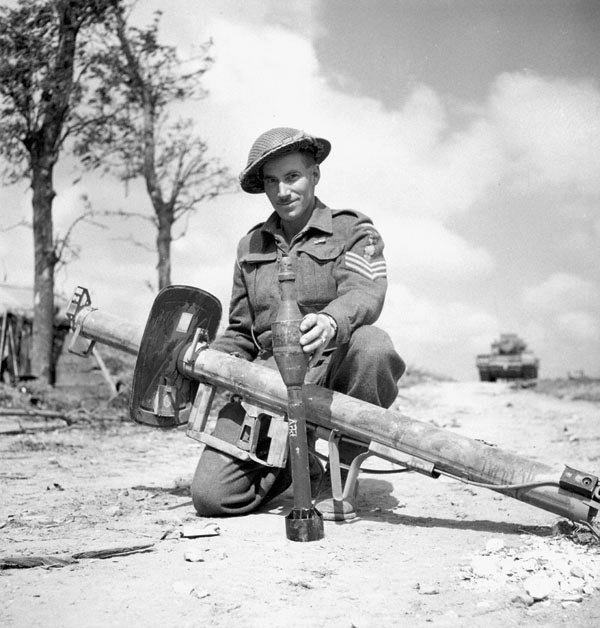
Sargento canadiense posando con un Panzerschreck 54 capturado, 16 de junio de 1944.
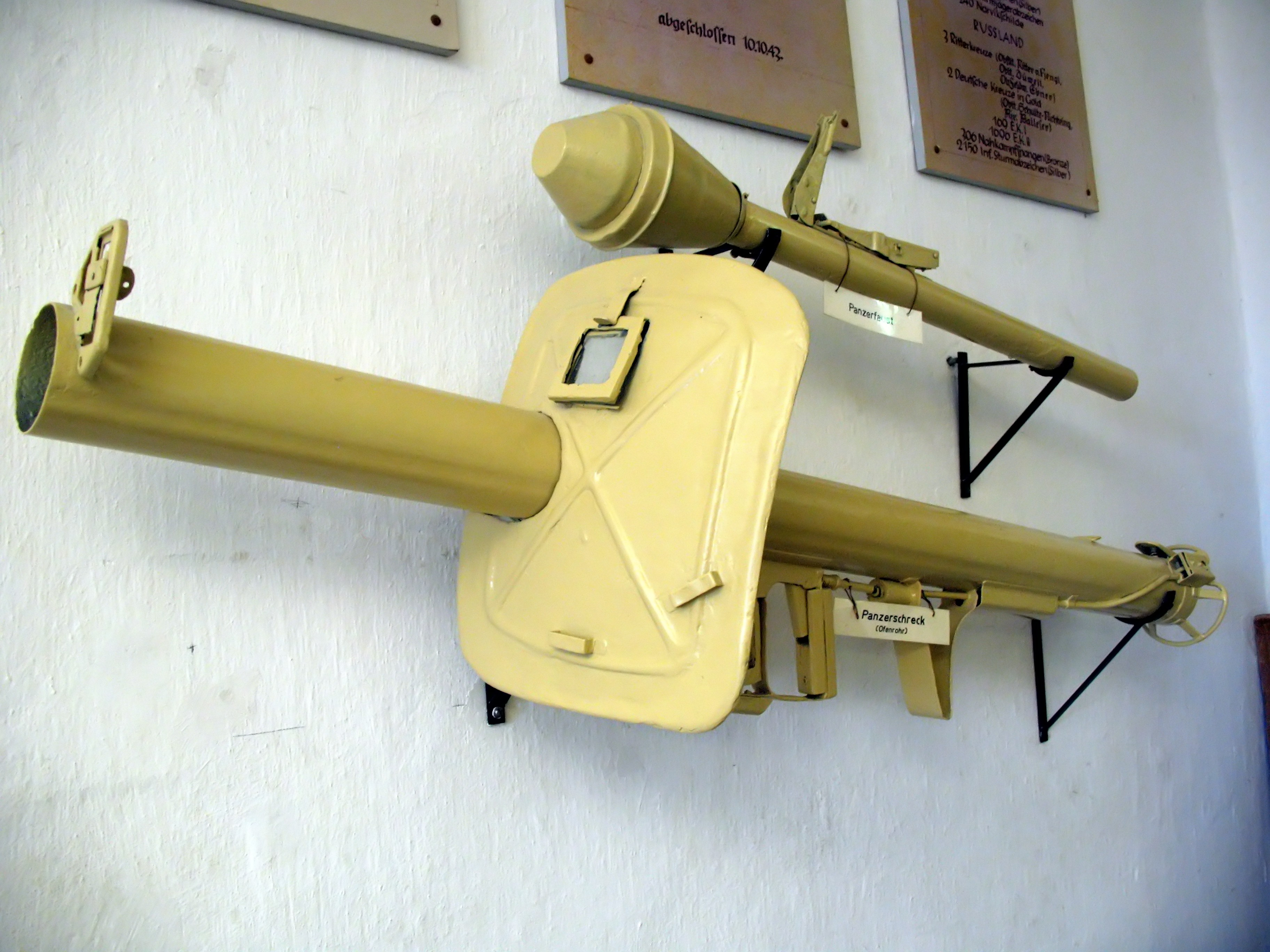
Panzerschreck 54 (abajo) junto a un Panzerfaust (arriba) en un museo de Austria.